# Pátá vláda Lubomíra Štrougala
Pátá vláda Lubomíra Štrougala existovala v období 16. června 1986 – 20. dubna 1988.

## Seznam členů vlády
- Předseda vlády: Lubomír Štrougal
- Místopředseda vlády:
  - Rudolf Rohlíček
  - Peter Colotka
  - Ladislav Gerle
  - Pavel Hrivnák
  - Josef Korčák do 20. 3. 1987
  - Ladislav Adamec od 20. 3. 1987
  - Karol Laco
  - Matej Lúčan
  - Jaromír Obzina
  - Svatopluk Potáč
  - Miroslav Toman
- Ministr zahraničních věcí: Bohuslav Chňoupek
- Ministr národní obrany: Milán Václavík
- Ministr vnitra: Vratislav Vajnar
- Ministr dopravy: Vladimír Blažek
- Ministr elektrotechnického průmyslu: Milan Kubát
- Ministr financí: Jaromír Žák
- Ministr hutnictví a těžkého strojírenství: Eduard Saul
- Ministr paliv a energetiky: Vlastimil Ehrenberger
- Ministr práce a sociálních věcí: Miloslav Boďa
- Ministr spojů: Jiří Jíra
- Ministr všeobecného strojírenství: Ladislav Luhový
- Ministr zahraničního obchodu:
  - Bohumil Urban, do 21. 12. 1987
  - Jan Štěrba, od 28. 12. 1987
- Ministr zemědělství a výživy: Miroslav Toman
- Předseda Výboru lidové kontroly ČSSR: František Ondřich
- Předseda Federálního cenového úřadu: Michal Sabolčík
- Místopředseda Státní plánovací komise: Vladimír Janza
- Předseda Státní komise pro vědeckotechnický a investiční rozvoj: Jaromír Obzina
- Předseda Státní plánovací komise: Svatopluk Potáč